# Carl Jamissen
Carl Jamissen (12 giugno 1910 – 10 dicembre 1990) è stato un calciatore norvegese, di ruolo attaccante.

## Carriera

### Club
Jamissen vestì la maglia del Sarpsborg.

### Nazionale
Disputò 3 partite per la Norvegia. Esordì l'8 giugno 1935, nel successo per 1-5 contro la Finlandia: nella stessa sfida, segnò l'unico gol in Nazionale.